# Distorsion de Peierls
 (septembre 2023).
La distorsion de Peierls, ou transition de Peierls, ou encore instabilité de Peierls, est une distorsion du réseau périodique d'un cristal mono-dimensionnel. 

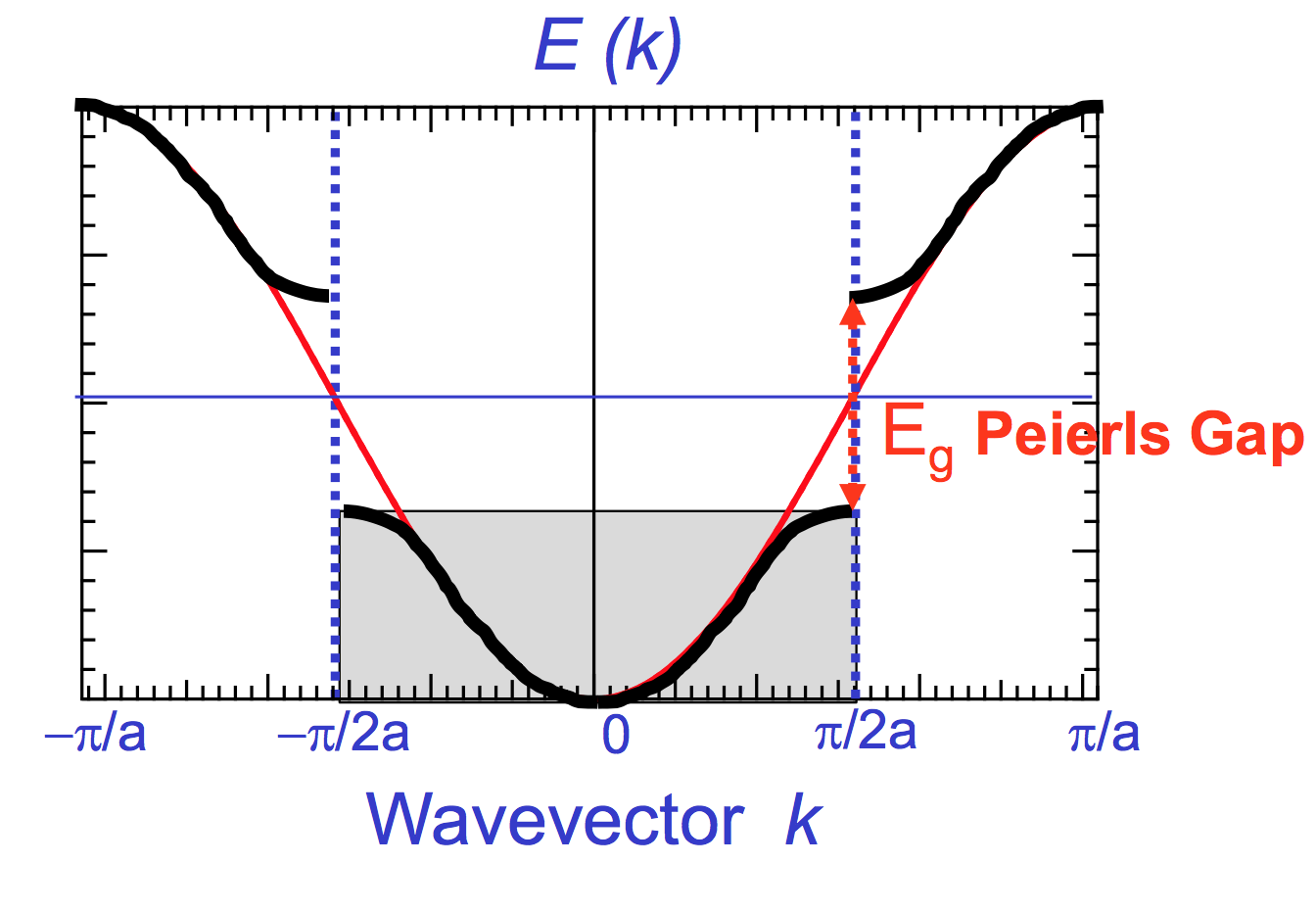
Apparition d'une nouvelle bande interdite lors de la distorsion de Peierls. On observe qu'autour des zones, l'énergie des électrons de la couche de basse énergie diminue après distorsion (la courbe rouge représentant l'état d'origine)

Le théorème de Peierls, découvert dans les années 1930, énonce qu'un système périodique mono-dimensionnel avec un électron par ion est instable. Il peut être démontré en utilisant un modèle simple de particule dans un réseau à une dimension. La périodicité du cristal provoque l'apparition de bandes interdites au bord de la zone de Brillouin {\displaystyle ka=\pm \pi } (ce que l'on retrouve dans le modèle de Kronig-Penney, qui aide à mieux comprendre l'apparition des bandes interdites dans les semi-conducteurs). Si chaque ion met en commun un électron, alors la bande ne sera qu'à moitié occupée, et tout se passe comme si la période du réseau avait doublé. De nouvelles bandes interdites apparaissent alors sur le diagramme {\displaystyle \epsilon -k} pour les multiples de {\displaystyle ka=\pm \pi /2}.
Les discontinuités provoquées par l'apparition des bandes interdites entraînent près des zones {\displaystyle ka=\pm \pi /2} une diminution de l'énergie des électrons de la couche de basse énergie. La distorsion du réseau devient alors stable quand l'énergie nécessaire pour remettre les électrons dans leur état d'origine est plus grande que la perte d'énergie des électrons situés près des zones {\displaystyle ka=\pm \pi /2}.
Ce phénomène n'apparaît que quand les électrons sont proches de leur état de repos et donc à faible température.